# Mannophryne speeri
Mannophryne speeri es una especie de anfibio anuro de la familia Aromobatidae.

## Distribución geográfica
Esta especie es endémica del estado de Lara en Venezuela. Habita a 960 m de altitud en la sierra de portuguesa.

## Etimología
Esta especie lleva el nombre en honor a Jason W. Speer.

## Publicación original
- La Marca, 2009 : A frog survivor (Amphibia: Anura: Aromobatidae: Mannophryne) of the traditional coffee belt in the Venezuelan Andes. Herpetotropicos, vol. 5, n.º 1, p. 49-56[3]